# Villers-Carbonnel
Villers-Carbonnel is een gemeente in het Franse departement Somme (regio Hauts-de-France) en telt 312 inwoners (2020). De plaats maakt deel uit van het arrondissement Péronne.

## Geografie
De oppervlakte van Villers-Carbonnel bedraagt 7,6 km², de bevolkingsdichtheid is 38,9 inwoners per km².
De onderstaande kaart toont de ligging van Villers-Carbonnel met de belangrijkste infrastructuur en aangrenzende gemeenten.

## Demografie
Onderstaande figuur toont het verloop van het inwonertal (bron: INSEE-tellingen).